# Slovačka Extraliga
Slovačka Extraliga (slk. Slovenská Extraliga), trenutnog naziva Tipsport extraliga je najviši rang natjecanja u hokeju na ledu u Slovačkoj. Liga je nastala 1993. osamostaljenjem Slovačke kao jedna od dvije sljednice Čehoslovačke 1. lige. 

Najuspješnija momčad u povijesti lige je Slovan iz Bratislave koji trenutno igra u KHL-u. Zanimljivost lige je da u njoj van konkurencije nastupa i momčad HK Orange 20 koja je u biti slovačka reprezentacija do 20 godina koja se tako priprema za svjetsko prvenstvo, te ne odigrava kompletan raspored utakmica. 

Od 1997. Extraliga nosi imena sponzora a to su bili West, Boss, Slovenské telekomunikácie, T-Com, Slovnaft i trenutno Tipsport. 

Kao i ostale hokejaške lige i Extraliga se sastoji od dva dijela - ligaškog i doigravanja u koje ualazi osam najboljih ekipa iz ligaškog dijela.

## Sudionici
- HC ’05 iClinic Banská Bystrica - Banská Bystrica
- HK Orange 20 - Bratislava
- HC Košice - Košice
- MHC Martin -  Martin
- HK Nitra - Nitra
- ŠHK 37 Piešťany - Piešťany
- HK Poprad -  Poprad
- HK 36 HANT Skalica - Skalica
- Dukla Trenčín - Trenčin
- HKm Zvolen - Zvolen
- MsHK DOXXbet -  Žilina

### Bivši sudionici
- HC Slovan -  Bratislava
- MHK Dubnica nad Váhom - Dubnica nad Váhom
- MHK SkiPark -  Kežmarok
- MHk 32 Liptovský Mikuláš - Liptovský Mikuláš
- PHK 3b Prešov - Prešov
- HK Spišská Nová Ves - Spišská Nová Ves

## Dosadašnji prvaci
| sezona    | prvak             | fin. serija | doprvak                        | prvak ligaškog dijela       |
| --------- | ----------------- | ----------- | ------------------------------ | --------------------------- |
| 1993./94. | Dukla Trenčín     | 3-2         | Košice                         | Dukla Trenčín               |
| 1994./95. | Košice            | 3-0         | Dukla Trenčín                  | Dukla Trenčín               |
| 1995./96. | Košice            | 4-1         | Dukla Trenčín                  | Košice                      |
| 1996./97. | Dukla Trenčín     | 3-1         | Košice                         | Košice *                    |
| 1997./98. | Slovan Bratislava | 3-2         | Košice                         | Slovan Bratislava           |
| 1998./99. | VSŽ Košice        | 3-1         | Slovan Harvard Bratislava      | Slovan Harvard Bratislava * |
| 1999./00. | Slovan Bratislava | 3-2         | HKm Zvolen                     | Slovan Bratislava           |
| 2000./01. | HKm Zvolen        | 3-1         | Dukla Trenčín                  | HKm Zvolen                  |
| 2001./02. | Slovan Bratislava | 4-2         | HKm Zvolen                     | HKm Zvolen                  |
| 2002./03. | Slovan Bratislava | 4-0         | Košice                         | Slovan Bratislava           |
| 2003./04. | Dukla Trenčín     | 4-2         | HKm Zvolen                     | Dukla Trenčín               |
| 2004./05. | Slovan Bratislava | 4-3         | HKm Zvolen                     | HKm Zvolen                  |
| 2005./06. | MsHK Žilina       | 4-3         | Tatravagónka Poprad            | HKm Nitra                   |
| 2006./07. | Slovan Bratislava | 4-0         | Dukla Trenčín                  | Košice                      |
| 2007./08. | Slovan Bratislava | 4-3         | Košice                         | Slovan Bratislava           |
| 2008./09. | Košice            | 4-2         | HK 36 Skalica                  | Košice *                    |
| 2009./10. | Košice            | 4-2         | Slovan Bratislava              | Slovan Bratislava           |
| 2010./11. | Košice            | 4-1         | ŠKP Poprad                     | Košice                      |
| 2011./12. | Slovan Bratislava | 4-3         | Košice                         | Košice                      |
| 2012./13. | HKm Zvolen        | 4-1         | Košice                         | HKm Zvolen                  |
| 2013./14. | Košice            | 4-3         | Nitra                          | Košice                      |
| 2014./15. | Košice            | 4-2         | HC ’05 Banská Bystrica         | Košice                      |
| 2015./16. | Nitra             | 4-2         | HC ’05 iClinic Banská Bystrica | Košice                      |

 *  nakon drugog kruga ligaškog dijela - Lige za prvaka

### Prvaci i doprvaci ukupno
| klub                   | prvak | doprvak |
| ---------------------- | ----- | ------- |
| Košice                 | 8     | 7       |
| Slovan Bratislava      | 8     | 2       |
| Dukla Trenčin          | 3     | 4       |
| HKm Zvolen             | 2     | 4       |
| Nitra                  | 1     | 1       |
| MsHK Žilina            | 1     |         |
| Poprad                 |       | 2       |
| HC ’05 Banská Bystrica |       | 2       |
| HK 36 Skalica          |       | 1       |

 stanje sa sezonom 2015/16 

## Poveznice i izvori
- službene stranice
- hockeyslovakia.sk
- hockeyarchives.info
- Čehoslovačka 1. liga
- KHL
- Liga prvaka
- Kup Europe
- Super Six